# 台灣仁愛教育實驗所
24°58′46″N 121°27′42″E / 24.97953°N 121.46165°E
臺灣仁愛教育實驗所，又稱仁教所、仁愛莊，位於臺灣新北市土城區，是臺灣白色恐怖時期關押政治犯進行思想改造與勞動改造的監獄。現址為新北市後備指揮部駐地。
原稱臺灣省生產教育實驗所，簡稱生教所：期間曾關押菲律賓報人長城、長庚兩兄弟及高雄市市長楊金虎的兒子楊超雄，時為民國五十九年至六十三年間（1970年至1974年）。後改為仁愛教育實驗所，簡稱仁教所、仁愛莊。仁愛教育實驗所曾關押呂秀蓮、張溫鷹、陳菊、陳婉真、盧修一、李敖、傅正、崔小萍、謝聰敏、魏廷朝、施明德、陳列等多位政治犯。1987年解嚴後，仁愛教育實驗所裁撤，此後當地先後由台北縣團管區司令部及新北市後備指揮部進駐。
立法院三讀通過《促進轉型正義條例》之後，白色恐怖政治受難者家屬、紀錄片導演洪維健要求中華民國國防部釋出原仁愛教育實驗所，由政府保存不義遺址。